# كازينو

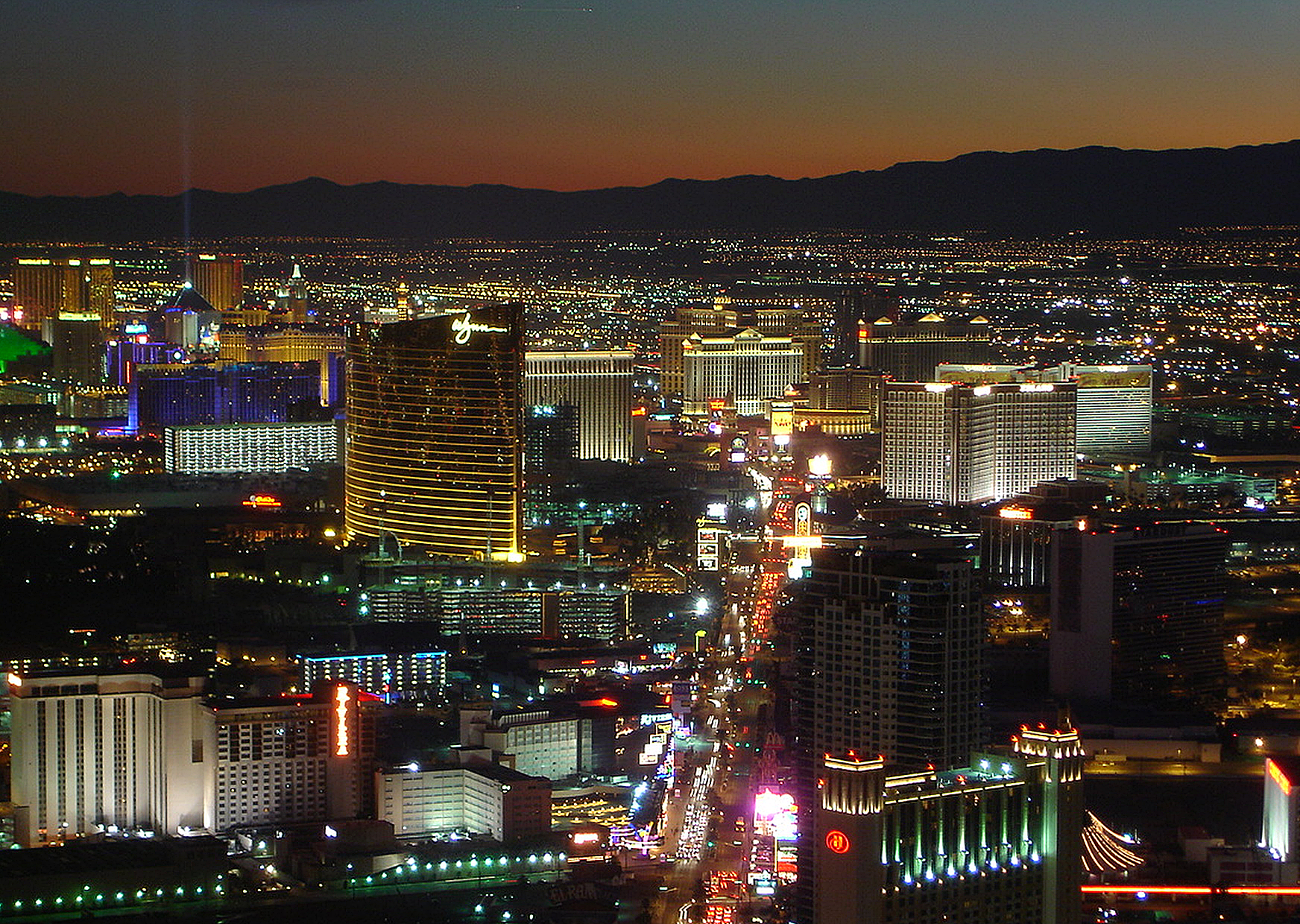
عرف شارع لاس فيغاس ستريب بتكتل فنادق المنتجعات والكازينوهات فيه.

الكازينو (بالإنجليزية: casino)‏ هو عبارة عن منشأة تستوعب وتستضيف أنواع معينة من نشاطات الـقمار. الصناعة التي تتعامل بالكازينوهات تلقب بـ صناعة القمار. الكازينوهات غالباً تنشأ بجانب أو مدمجة بالفنادق أو المطاعم أو متاجر البيع بالتجزئة أو سفن الرحلات البحرية أو أية أماكن أخرى جاذبة للسياح. هناك جدل كبيرة حول ما إن كانت العواقب الاقتصادية والاجتماعية للقمار في الكازينوهات تفوق الدخل المبدئي الذي يحتمل توليده. في الولايات المتحدة الأمريكية، قامت بعض الولايات التي تملك نسب بطالة وعجز في الميزانية كبيرة بالسماح بالكازينوهات، غالباً في الأماكن التي لا تعد جاذبة للسياح. بعض الكازينوهات معروفة باستضافتها للأحداث الترفيهية المباشرة، كالكوميديا الارتجالية والحفلات الموسيقية والأحداث الرياضية.

## أصل الكلمة والاستخدام
المصطلح «كازينو» يعد من أشباه النظائر اللغوية المربكة للترجمانات.
كلمة كازينو هي من أصول إيطالية; الأصل casa (منزل) عنى في الأصل الفيلا الصغيرة في الريف أو المنزل صيفي أو النادي الاجتماعي. خلال القرن التاسع عشر، جاء المصطلح كازينو ليشمل مباني عمومية أخرى تستضيف «الأنشطة الممتعة»; بنيت هكذا صروح غالباً على أراضي فيلل أو قصور إيطالية أكبر، واعتادت أن تستضيف المناسبات العامة للبلدة، مثل الرقص أو القمار أو سماع الموسيقى أو الرياضة، هناك في إيطاليا أمثلة مثل فيلا فارنيسي وفيلا جوليا، وفي الولايات المتحدة يوجد نيوبورت كازينو في نيوبورت (رود آيلاند). في اللغة الإيطالية الحديثة، المصطلح كازينو يدل على بيت الدعارة (ويدعى أيضاً casa chiusa ما يعني حرفياً «البيت المغلق»), بينما ينطق اسم بيت القمار بcasinò مع مراعاة اللهجة.
لم تستخدم جميع الكازينوهات في القمار والألعاب. كاتالينا كازينو، معلم مشهور مشرف على ميناء أڨالون في جزيرة سانتا كاتالينا (كاليفورنيا), لم يتم استخدامه قط لألعاب القمار التقليدية، والتي كانت محظورة في كاليفورنيا وقت بناؤه. وقد كان كوبنهاغن كازينو مسرحاً، وعرف للاجتماعات العمومية الضخمة التي أقيمت في قاعته خلال ثورات 1848, والذي حول الدنمارك لملكية دستورية. حتى 1937 كان من المسارح الدنماركية الشهيرة والمعروفة. لم يستخدم هانكو كازينو في هانكو (فنلندا)—أحد أبرز معالم المدينة—قط في ألعاب القمار. بدلاً من ذلك فهو استخدم كقاعة ولائم للنبلاء الروس والذين اعتادوا التردد على هذا المنتجع خلال أواخر القرن التاسع عشر وهو الآن يستخدم كمطعم.
في الاستخدام العسكري والغير عسكري في اللغتان الألمانية والإسبانية، كلمة كازينو casino أو kasino تعني مائدة أو مطعم الضباط. في اللغة الإيطالية - اللغة الجذر لكلمة كازينو - كلمة casino (كازينو) تعني بيت الدعارة أو مائدة الضباط أو بيئة صاخبة، بينما يسمى بيت القمار بـ casinò.

## تاريخ بيوت القمار
الأصل الدقيق للقمار غير معروف. من المتعارف عليه بشكل عام أن القمار بشكل أو بآخر وجد في تقريباً كل المجتمعات التي وجدت على مر التاريخ. من اليونان القديمة والرومان إلى فرنسا النابليونية وإنجلترا الإليزابيثية، التاريخ مليء بقصص عن التسلية بشكل ألعاب الفرص أو القمار.
لم يسمى أول بيت قمار أوروبي معروف بكازينو على الرغم من أن المعنى الحديث للكازينو ينطبق عليه، كان الريدوتو أنشئ في البندقية، إيطاليا في عام 1638 من قبل المجلس الأعلى للبندقية لتوفير القمار المشرف عليه خلال موسم المهرجان. وتم إغلاقه عام 1770 من قبل حكومة المدينة لشعورها بتسببه بإفقار الطبقة العليا المحلية.
في التاريخ الأمريكي، عرفت المؤسسات التي يمارس فيها القمار بالسالوون. وقد كان التأثير الأكبر في إنشاء وأهمية لأربع مدن رئيسية: نيو أورلينز (لويزيانا) وسانت لويس (ميزوري) وشيكاغو وسان فرانسيسكو. اعتاد المسافرون فيما مضى أن يجدوا في السالوونات أناساً ليتحدثوا معهم ويشربوا معهم وأحياناً يقامرون معهم. تم منع وحظر القمار خلال أوائل القرن العشرين في أمريكا من قبل تشريعات الدولة والإصلاحيون الاجتماعيون في ذلك الوقت. ولكن تم تشريع القمار فيما بعد عام 1931 في ولاية نيفادا. وتم تأسيس أولى الكازينوهات الشرعية في أمريكا في هذه الأماكن. وقد قامت نيوجيرسي بتشريع القمار في عام 1978 في اتلانتيك سيتي، ثاني أكبر مدن القمار في أمريكا حالياً.

## القمار في الكازينوهات

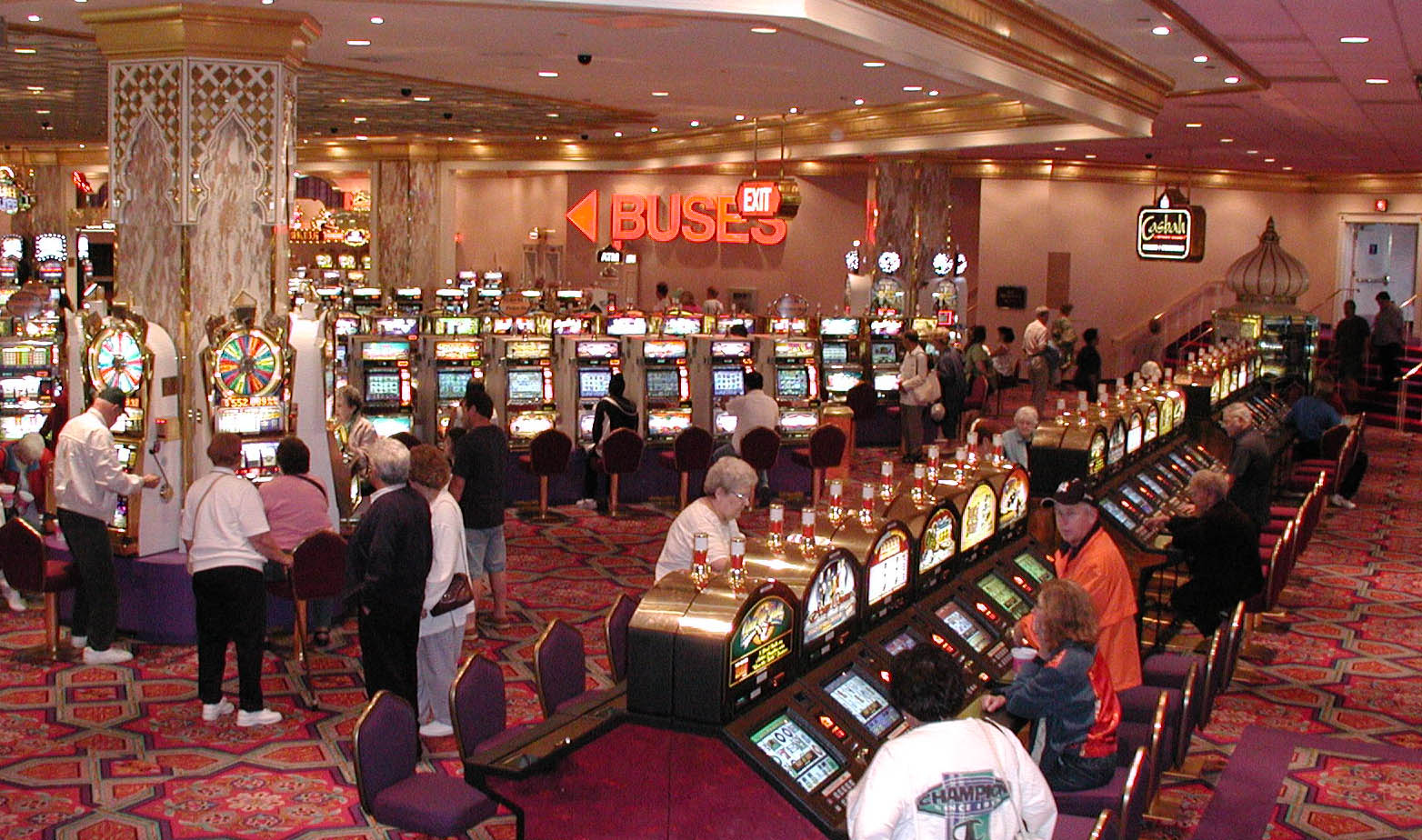
آلات السلوت في أتلانتيك سيتي. آلات السلوت هي من الجاذبات الأساسية في الكازينوهات

معظم السلطات القضائية حول العالم تملك سن أدنى للقمار (من 16 إلى 21 في معظم الدول التي ترخص عمل الكازينوهات).
يراهن الزبائن بلعب ألعاب الكازينو، وفي بعض الحالات تتطلب هذه الألعاب عنصر المهارة، مثل الكرابس والبوكر الرقمي والباكارات والروليت والبلاك جاك. معظم الألعاب الملعوبة في الكازينو تملك فرص محددة رياضيا التي تضمن أن فرص الدار (الكازينو) تملك أفضلية إجمالية على اللاعبين الآخرين. يمكن تفسير هذه الأفضلية على وجه التحديد بمفهوم القيمة متوقعة، والذي يعد سلبياً بشكل عام (من موقف اللاعبين). تلقب هذه الأفضلية بأفضلية الدار. يأخذ الدار في الألعاب التي يتنافس فيها اللاعبين عمولة تسمى بالرايك. تعطي الكازينوهات أحياناً اللاعبين هدايا مديحية أو الكومبس.
التوزيعات هي النسبة المئوية من الأموال (الأرباح) التي تعاد للاعبين.
الكازينوهات في الولايات المتحدة تقول أن اللاعب الذي يقامر بالأموال المكتسبة من الكازينو يلعب بأموال الدار.
أصبحت آلات اليانصيب الرقمية (آلات السلوت) واحدة من أكثر أشكال المقامرة شهرةً في الكازينوهات. حيث بدأت التقارير المستقصية منذ 2011 بطرح السؤال في احتمالية كون آلات السلوت الحديثة إدمانية.

## التصميم
تصميم الكازينو - والذي يعتبر ممارسة نفسية - هو عملية معقدة تتضمن تعديل مخطط الطابق والديكور والبيئة المحيطة لتشجع المستهلك على القمار.
العوامل التي تؤثر على ميول المستهلك القمارية تتضمن الأصوات والرائحة والإضاءة. أشارت «ناتاشا داو شول», عالمة في الأنثروبولوجيا في معهد ماساتشوستس للتقنية إلى قرار إدارة الصوتيات في «سيليكون غايمينغ» لجعل آلات السلوت الخاصة بهم ترن بال«نغمة C الجذابة عالمياً، مستخدمين المساحات الصوتية لبعض من الكازينوهات الموجودة كعينات لابتكار الصوت الذي يتسبب بالرصى لا بالتضارب».
د.آلان هيرش، مؤسس «سميل آند تايست» للعلاج والأبحاث في شيكاغو، قام بدراسة تأثير بعض الروائح المعينة على المقامرين، مكتشفين أن رائحة جذابة لكن مجهولة تصدرها آلات السلوت في لاس فيغاس تقوم بتوليد 50% تقريباً من زيادة في الأرباح اليومية. واقترح أن الرائحة ادت دور كدور العقارات المثيرة للشهوة الجنسية، تسببت بشكل أكثر عدوانية من المقامرة.
نسب الفضل في إنجاز التصميم المدمر والناجح لكازينوهات منتجعات لاس فيغاس وين في 2008 لمصمم الكازينوهات روجر توماس. هو قام بكسر «ميثاق تصميم الكازينوهات» بتقديمه للإضاءة الشمسية الطبيعية والنباتات لمناشدة الديموغرافية الأنثوية. قام توماس بإدراج كوة السقف والساعات العتيقة، متحدياً المفهوم القائل بأن الكازينو يجب أن يكون حيزاً سرمدي.

## الأسواق
اللوائح القادمة تشير لأسواق الكازينو حول العالم التي تقدر أرباحها بأكثر من $1 مليار دولار أمريكي كما نشر في تقرير من قبل برايس وتر هاووس كوبرز حول آفاق سوق الكازينوهات العالمي:

### حسب الإقليم
| المرتبة | الإقليم                       | الكازينوهات | الإيرادات (2009) بالمليون دولار أمريكي | الإيرادات (المتوقعة لعام 2010) بالمليون دولار أمريكي | الإيرادات (المتوقعة لعام 2011) بالمليون دولار أمريكي |
| ------- | ----------------------------- | ----------- | -------------------------------------- | ---------------------------------------------------- | ---------------------------------------------------- |
| 1       | الولايات المتحدة              |             | 57,240                                 | 56,500                                               | 58,030                                               |
| 2       | آسيا المحيط الهادئ            |             | 21,845                                 | 32,305                                               | 41,259                                               |
| 3       | أوروبا، الشرق الأوسط، أفريقيا |             | 17,259                                 | 16,186                                               | 16,452                                               |
| 4       | كندا                          |             | 3,712                                  | 3,835                                                | 4,045                                                |
| 5       | أمريكا اللاتينية              |             | 425                                    | 528                                                  | 594                                                  |
|         | المجموع                       |             | 100,481                                | 109,354                                              | 120,380                                              |

### حسب السوق
| المرتبة | المنطقة                 | الكازينوهات | الإيرادات (2009) بالمليون دولار أمريكي | الإيرادات (المتوقعة لعام 2010) بالمليون دولار أمريكي | الإيرادات (المتوقعة لعام 2011) بالمليون دولار أمريكي |
| ------- | ----------------------- | ----------- | -------------------------------------- | ---------------------------------------------------- | ---------------------------------------------------- |
| 1       | ماكاو                   | 33          | 14,955                                 | 22,445                                               | 28,379                                               |
| 2       | لاس فيغاس (نيفادا)      | 122         | 10,247                                 | 9,950                                                | 10,300                                               |
| 3       | سنغافورة                | 2           | 2,119                                  | 2,750                                                | 5,479                                                |
| 4       | فرنسا                   | 189         | 3,965                                  | 3,909                                                | 3,957                                                |
| 5       | اتلانتيك سيتي           | 12          | 3,943                                  | 3,550                                                | 3,330                                                |
| 6       | أستراليا                | 11          | 2,697                                  | 2,769                                                | 2,847                                                |
| 7       | كوريا الجنوبية          | 17          | 2,401                                  | 2,430                                                | 2,512                                                |
| 8       | ألمانيا                 | 76          | 2,073                                  | 2,055                                                | 2,081                                                |
| 9       | جنوب أفريقيا            | 36          | 1,845                                  | 1,782                                                | 2,012                                                |
| 10      | المملكة المتحدة         | 141         | 1,212                                  | 1,193                                                | 1,209                                                |
| 11      | بولندا                  | 36          | 1,089                                  | 1,091                                                | 1,126                                                |
| 12      | نياجارا فولز (أونتاريو) | 2           | 1,102                                  | 1,114                                                | 1,203                                                |

### حسب الشركة
وفقاً لبلومبيرغ، الإيرادات المتراكمة لأكبر الشركات المشغلة للكازينوهات عالمياً تقدر بحوالي 55$ مليار دولار أمريكي بحلول عام 2011. شركة "SJM Holdings Ltd." هي الشركة الرائدة في هذا المجال وقدرت وارداتها عام 2011 ب9.7$ مليار دولار أمريكي، متبوعةً بشركة "Las Vegas Sands Corp." (التي قدرت إيراداتها في نفس العام ب7.4 مليار دولار أمريكي). وثالث أكبر شركة مشغلة للكازينوهات (حسب الإيرادات) كانت "Caesars Entertainment" بإيرادات قدرت ب6.2$ مليار دولار أمريكي.

### مواقع مهمة
بينما توجد الكازينوهات في الكثير من الأماكن، أماكن قليلة هي تلك التي أشتهرت بكونها مقصداً للقمار. لربما المكان الأكثر تعريفاً بسبب الكازينو الموجود به هو مونت كارلو، ولكن توجد هناك امكنة أخرى معروفة بكونها مراكزاً للمقامرة.

#### مونت كارلو، موناكو
مونت كارلو تملك كازينو شهير جداً مع زوار أثرياء ويعتبر معلماً جاذباً للسياح.
وقد تم تصوير كازينو مونت كارلو في الكثير من الكتب منها كتاب إفلاس فيغاس للكاتب بين ميزريك، عندما تتمكن مجموعة من طلاب معهد ماساتشوستس للتقنية من ربح 1$ مليون دولار من من الكازينو. الكتاب مبني على أشخاص وأحداث حقيقيين; ولكن معظم هذه الأحداث تدور حول الشخصية الرئيسية سيميون دوكيتش.
قام الكازينو بجعل مونت كارلو شهيرة جداً لألعاب القمار وحتى الأساليب الرياضية في حل عدة مشاكل باستخدام الأرقام الشبه عشوائية عرفت سابقاً بطريقة مونت كارلو. مونت كارلوا كانت جزءاً من بضعة أفلام وروايات جيمس بوند.

#### ماكاو

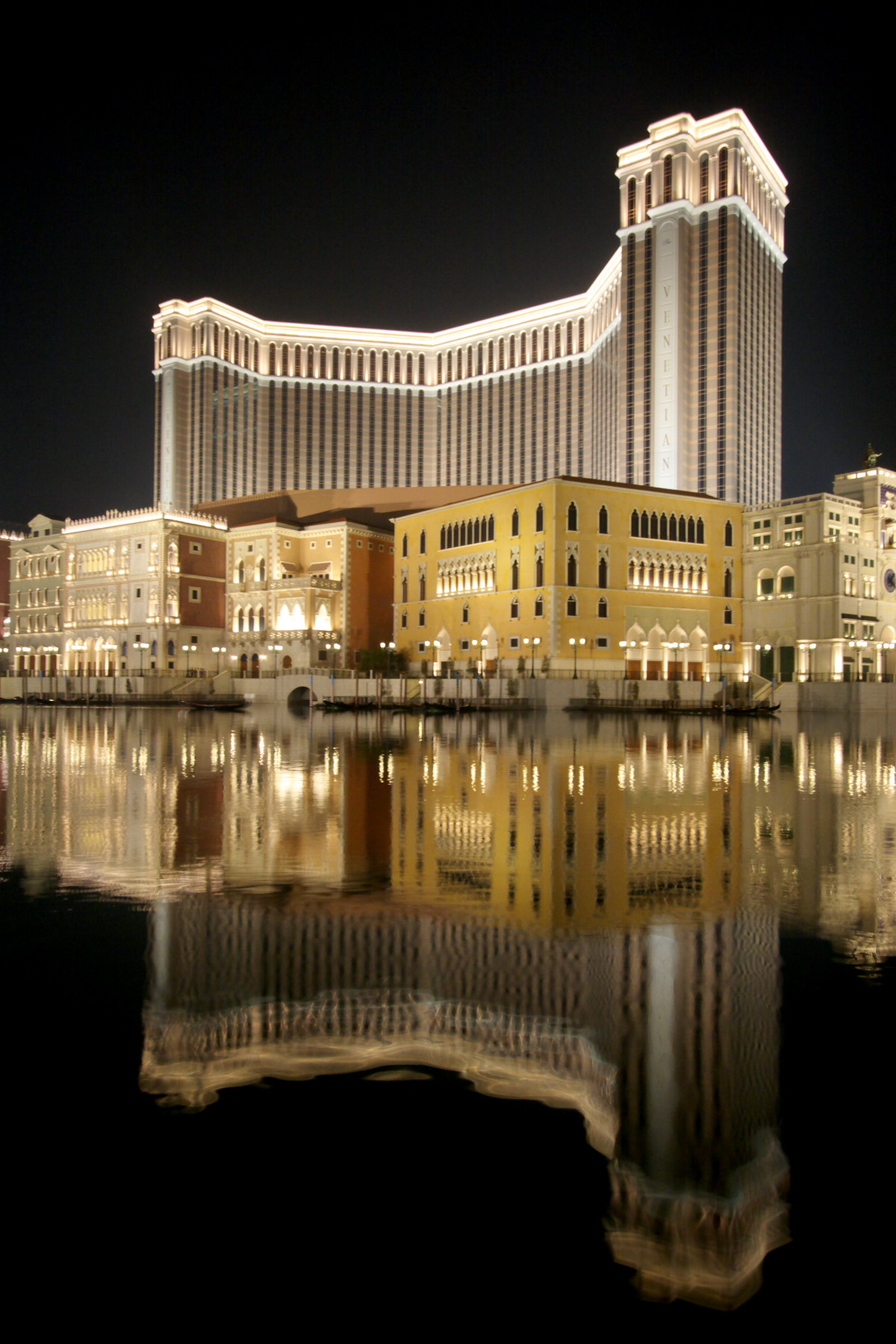
ذا فينيشيان ماكاو

ماكاو المستعمر التابعة سابقاً للإمبراطورية البرتغالية، ومن مناطق جمهورية الصين الشعبية الإدارية الخاصة منذ 1999 حتى اليوم، وهي تعد اليوم وجهة شهيرة لمن يبتغي المقامرة. وهذا بدأ في فترة الاستعمار البرتغالي، حيث كانت ماكاو شهيرة للزوار من هونغ كونغ البريطانية القريبة منها، حيث كان القمار منظماً بشكل وثيق. ذا فينيشيان ماكاو هو حالياً أكبر كازينو في العالم. ماكاو أيضاً تجاوزت لاس فيغاس كأكبر سوق للقمار في العالم.

#### سنغافورة

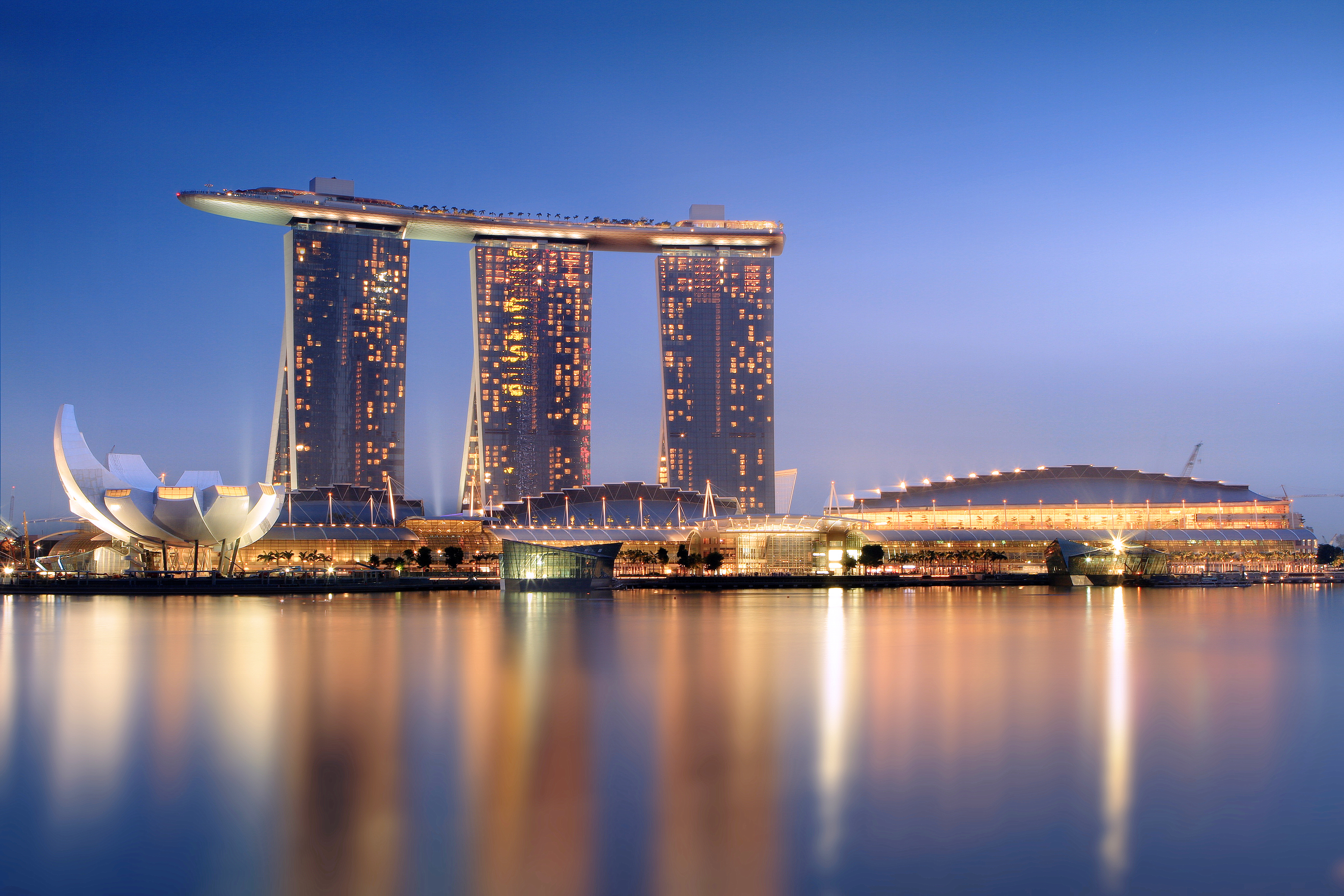
مارينا باي ساندز

تعد سنغافورة وجهة متوقع لها النجاح للزوار الراغبين بالمقامرة. على الرغم من هذا فيها كازينوهان اثنان فقط (وكلاهما مملوكان لجهات أجنبية) في سنغافورة. كازينو مارينا باي ساندز هو أغلى كازينو مستقل بالعالم، بسعر يقدر ب8$ مليار دولار، وهو ضمن قائمة أغلى عشر مباني في العالم. ويملك منتجع وورلد سينتوسا أكبر مربى مائي بالعالم.

#### الولايات المتحدة
تملك الولايات المتحدة أكبر عدد من الكازينوهات في العالم مع أكثر من 900 كازينو. والرقم يكبر بثبات مع توجه العديد من الولايات للسماح بالكازينوهات قانونياً. 38 ولاية تملك اليوم شكل من أشكال الكازينوهات. الأماكن الصغيرة نسبياً كلاس فيغاس مشهورة بالقمار; المدن الكبيرة كشيكاغو ليست معروفة بكازينوهاتها على الرغم من ضخامة أرباحها.
لاس فيغاس تملك أكبر تمركز للكازينوهات في الولايات المتحدة. حسب الإيرادات، تقع أتلانتيك سيتي في المركز الثاني، ومنطقة شيكاغو في المركز الثالث.
أكبر أسواق الكازينوهات الأمريكية حسب الإيرادات (عائدات العام 2009 السنوية):
1. قطاع لاس فيغاس 5.550$ مليار دولار
2. أتلانتيك سيتي 3.943$ مليار دولار
3. منطقة شيكاغو 2.092$ مليار دولار
4. كونيتيكت 1.448$ مليار دولار
5. ديترويت 1.36$ مليار دولار
6. سانت لويس (ميزوري) 1.050$ مليار دولار
7. منتجعات تونيكا, ميسيسيبي 997.02$ مليون دولار
8. بيلوكسي، ميسيسيبي 833.50$ مليون دولار
9. شريفبورت، لويزيانا 779.65$ مليون دولار
10. قطاع بولدير (لاس فيغاس) 774.33$ مليون دولار
11. رينو (نيفادا) 715.23$ مليون دولار
12. نيو أورلينز، لويزيانا 653.05$ مليون دولار
13. وسط مدينة لاس فيغاس 523.82$ مليون دولار
14. لاهلين، نيفادا 492.51$ مليون دولار

يقسم مجلس نيفادا لرقابة ألعاب القمار مقاطعة كلارك (نيفادا), الموازية لمنطقة لاس فيغاس الحضرية، إلى سبع مناطق لدواعي التقارير.
ألعاب القمار الهندية هي المتسبب الرئيسي في صعود أرقام الكازينوهات خارج لاس فيغاس وأتلانتيك سيتي.

## الأمن
مع الأخذ بعين الاعتبار الكميات الضخمة من العملة التي يتم التعامل معها في الكازينو، قد يحاول كلا من الزبائن والموظفون الغش والسرقة، إن كان على شكل تواطؤ جماعي أم فردياً; ومعظم الكازينوهات لديها إجراءات لمنع هذا. الكاميرات الأمنية الموزعة في كل مكان في الكازينو هي أكثر هذه الإجراءات أساسيةً.
عادةً ما يكون الأمن في الكازينوهات الحديثة مقسماً على قوات أمنية بدنية وقسم مراقبة متخصص. عادة ما تقوم القوات الأمنية البدنية بدوريات حول الكازينو وتستجيب لنداءات المساعدة وتبلغ عن أي نشاطات إجرامية مشتبهة أو مؤكدة. يقوم قسم المراقبة المتخصص بإدارة وتشغيل نظام الكاميرات الأمنية، أو ما يعرف داخل الصناعة «بالعين في السماء». كلا من القسمان الأمنيان المتخصصان للكازينو يعملان معاً عن قرب ليضمنوا سلامة كلا من الضيوف وممتلكات الكازينو، وقد نجحا بالفعل في منع الجريمة. بعض الكازينوهات أيضاً تمتلك منصات فوق طابق الكازينو، للسماح لموظفي المراقبة بالنظر للأسفل مباشرةً، عبر الزجاج الحاجب، لجميع الأنشطة الحاصلة على الطاولات وآلات السلوت.
كان فندق ميراج عند افتتاحه عام 1989 أول كازينو يستخدم كاميرات لمراقبة جميع الطاولات كل الوقت.
بالإضافة للكاميرات والإجراءات الأمنية الأخرى، تقوم الكازينوهات أيضاً بفرض الأمن عبر قواعد للسلوك والتصرف; مثلاً، لاعبوا ألعاب الأوراق مطالبون بإبقاء الأوراق الموجودة في أيديهم مرئية طوال الوقت.

## القاصرين والمراهنات اون لاين
على الرغم من الإيجابيات التي حصل عليها محبي المراهنات اون لاين، بدأ أيضاً ظهور ملامح تجاوزات وسلبيات خطيرة في هذا المجال وأهمها مراهنات صغار السن اون لاين والتي بدأت في الظهور في المجتمعات الغربية والعربية على حداً سواء.
ظاهرة مراهنات صغار السن قد بدأت في العقد الأخير وتزايدت في الأعوام الماضية بسبب الثغرات التي توجد في بعض المواقع اون لاين والتي قد تسمح بمشاركة أي أشخاص في المراهنات بمال حقيقي دون التدقيق في شرط السن القانوني، مما أدى إلى تحايل الأفراد وأصحاب مقاهي الإنترنت من ناحية أخرى وذلك من خلال السماح لمن لم يتعدى جيل لبلوغ السن القانوني (+18) بالمراهنة بمال حقيقي وأخذ المال منهم بأي طريقة، أو عدم وجود رقابة سليمة من الوالدين.

## الممارسات التجارية
عبر العقود القليلة الماضية، طورت الكازينوهات الكثير من أساليب التسويق المختلفة لجذب والإبقاء على الزبائن الأوفياء. الكثير من الكازينوهات تستخدم برنامج مكافئات للوفاء لتتبع عادات الصرف عند اللاعبين واستهداف زبائنهم بشكل أكثر فعالية، عبر إرسال بُرُد لهم تحتوي رقاقات لعب مجانية وعروض أخرى.

## الجريمة
أحد جوانب الجدل المحيطة بالكازينوهات هي علاقتها لمعدلات الجريمة. تفشل عادة الدراسات الاقتصادية التي تظهر علاقة إيجابية بين الكازينوهات والجرائم في حساب المخاطر بعدد السكان الزائرين عند حسابهم لمعدلات الجريمة في مناطق الكازينوهات. ومن ثم عندما تحتسب هكذا دراسات عدد الجرائم المرتكبة من قبل الزوار، ولكن لا تحتسب عدد الزوار مع عدد السكان، ما يتسبب بالمبالغة بمعدلات الجريمة في مناطق الكازينوهات. وجزء من سبب استخدام هذه المنهجية في الحساب من قبل الدراسات الاقتصادية، بغض النظر عن كونها تقود إلى مغالاة في معدلات الجرائم، هو عدم وجود أي بيانات موثوقة حول عدد السياح غالباً. في تقرير ظهر عام 2004 من قبل دائرة الولايات المتحدة للعدل، قام الباحثون، بإجراء مقابلات مع الأشخاص الذين تم اعتقالهم في لاس فيغاس وديس موانس وجدوا ان نسبة المقامرون المرضى من بين المعتقلين كانت ثلاثة إلى خمسة أعلى من الموجود في التعداد السكاني العام. طبقاً لبعض تقارير الشرطة، يتضاعف مدى الإبلاغات عن الجرائم مرتين أو ثلاثة أكثر في المجتمعات خلال ثلاث سنوات من افتتاح الكازينوهات فيها.

## الصحة والسلامة المهنية
هناك مشكلات فريدة تتعلق بالصحة المهنية في صناعة الكازينو. الأكثر شيوعًا هي السرطانات  الناتجة عن التعرض لدخان التبغ غير المباشر وإصابة العضلات والعظام (MSI)  من إصابات الحركة المتكررة أثناء تشغيل ألعاب الطاولة لساعات عديدة.

## معرض صور

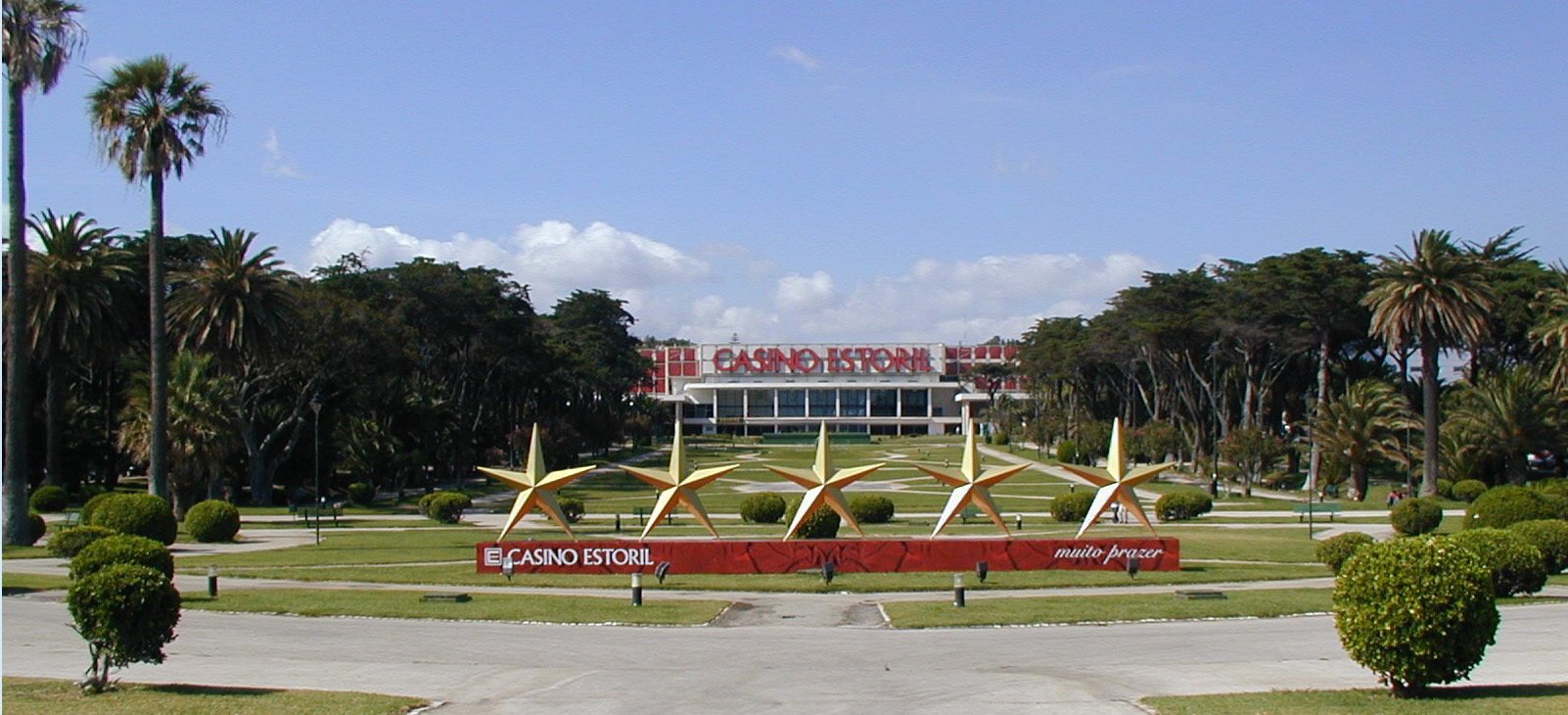
كازينو إستوريل في البرتغال بالقرب من لشبونة هو الأكبر في أوروبا
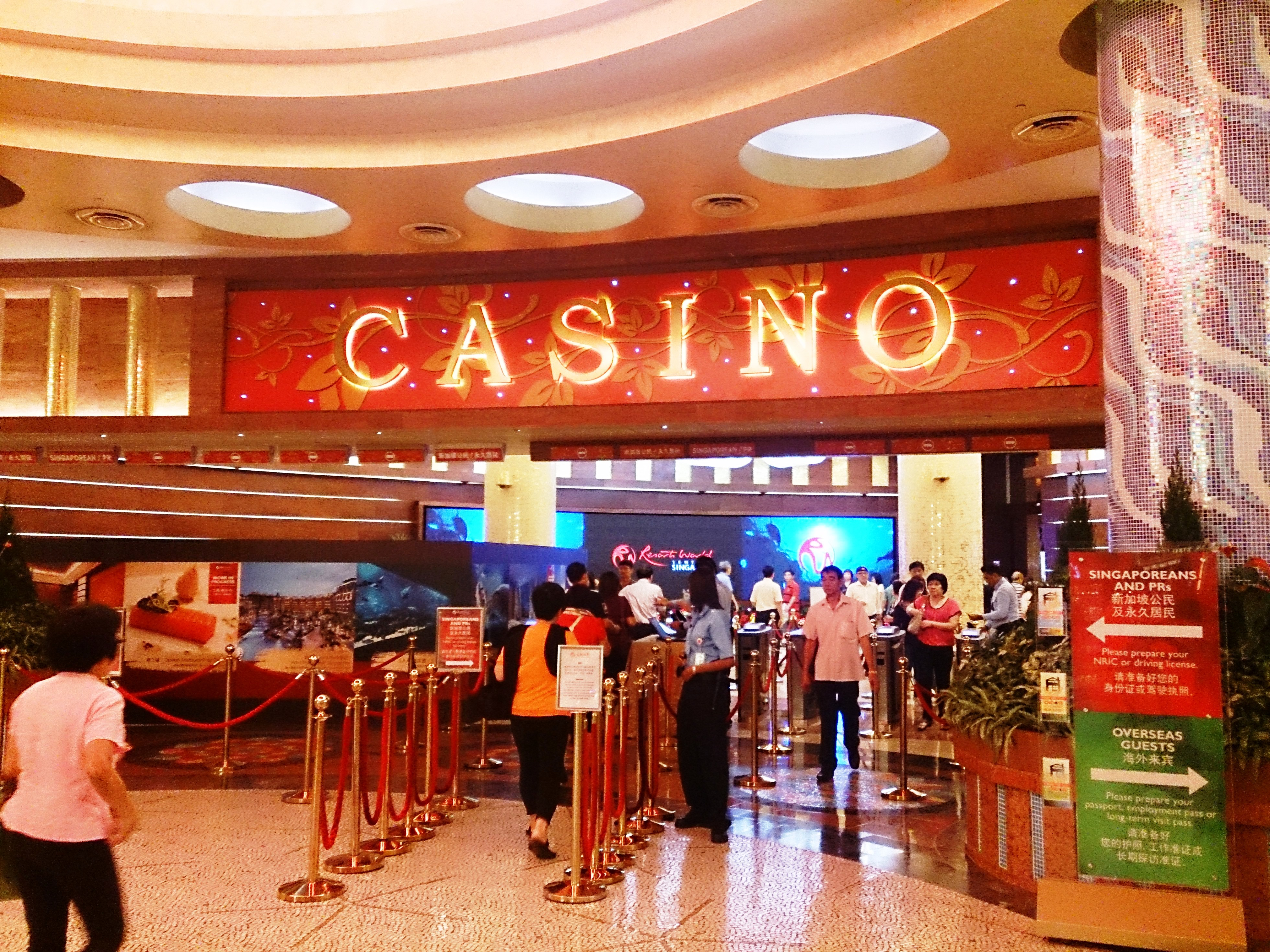
مدخل الكازينو في منتجع وورلد سينتوسا، سنغافورة
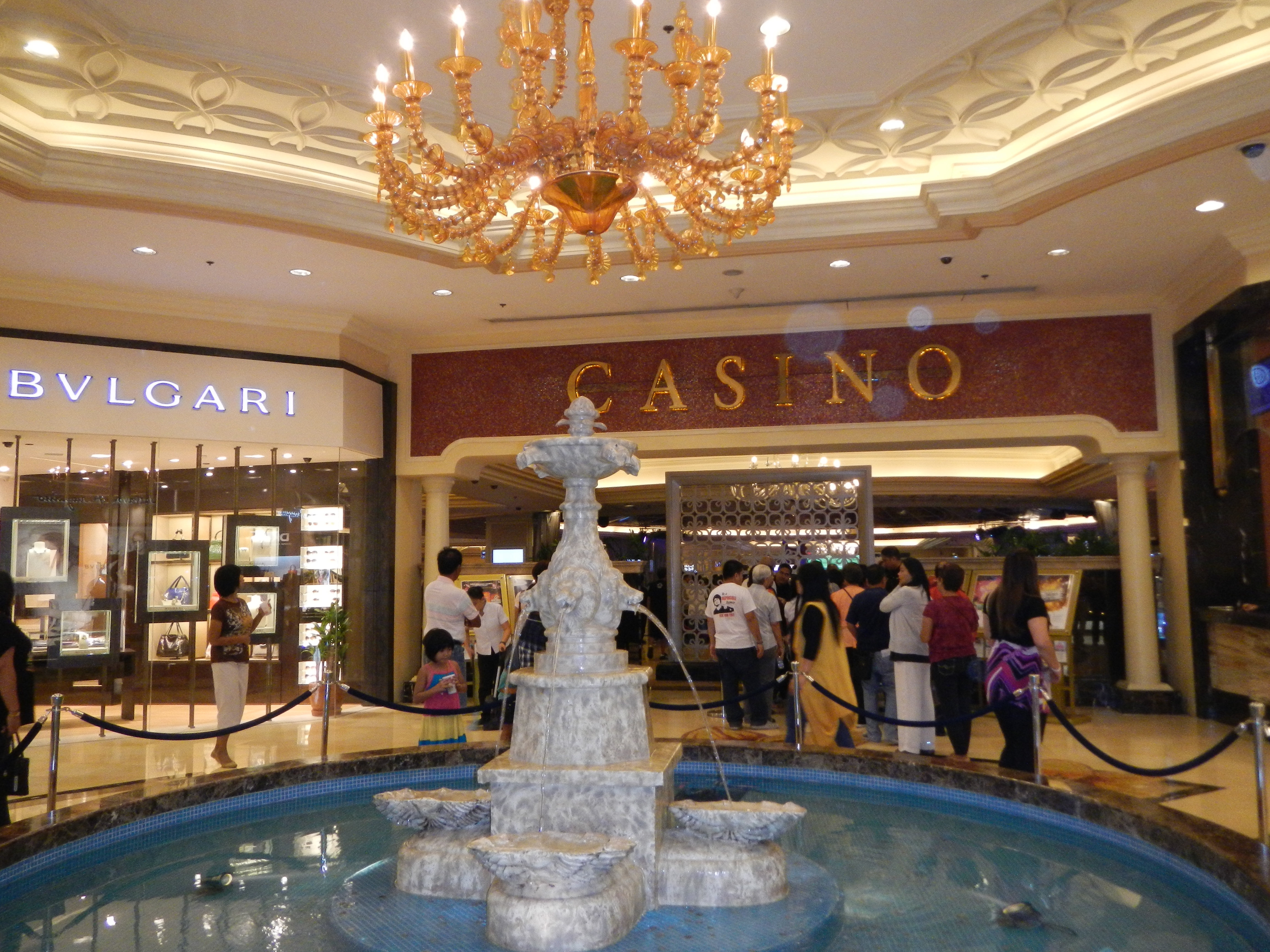
مدخل الكازينو في منتجع وورلد مانيلا، الفلبين
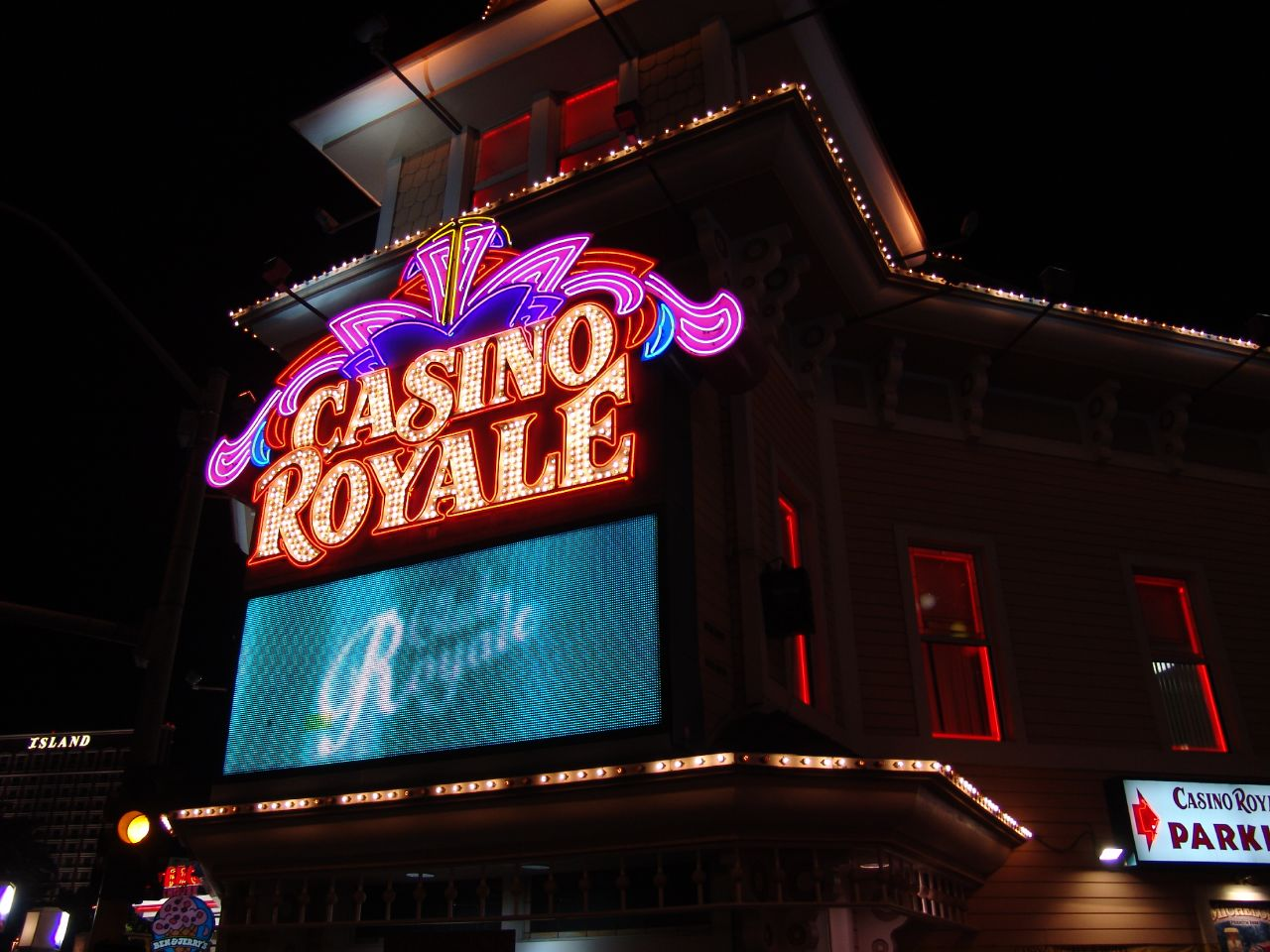
The فندق وكازينو كازينو رويال في بارادايس، نيفادا، الولايات المتحدة الأمريكية
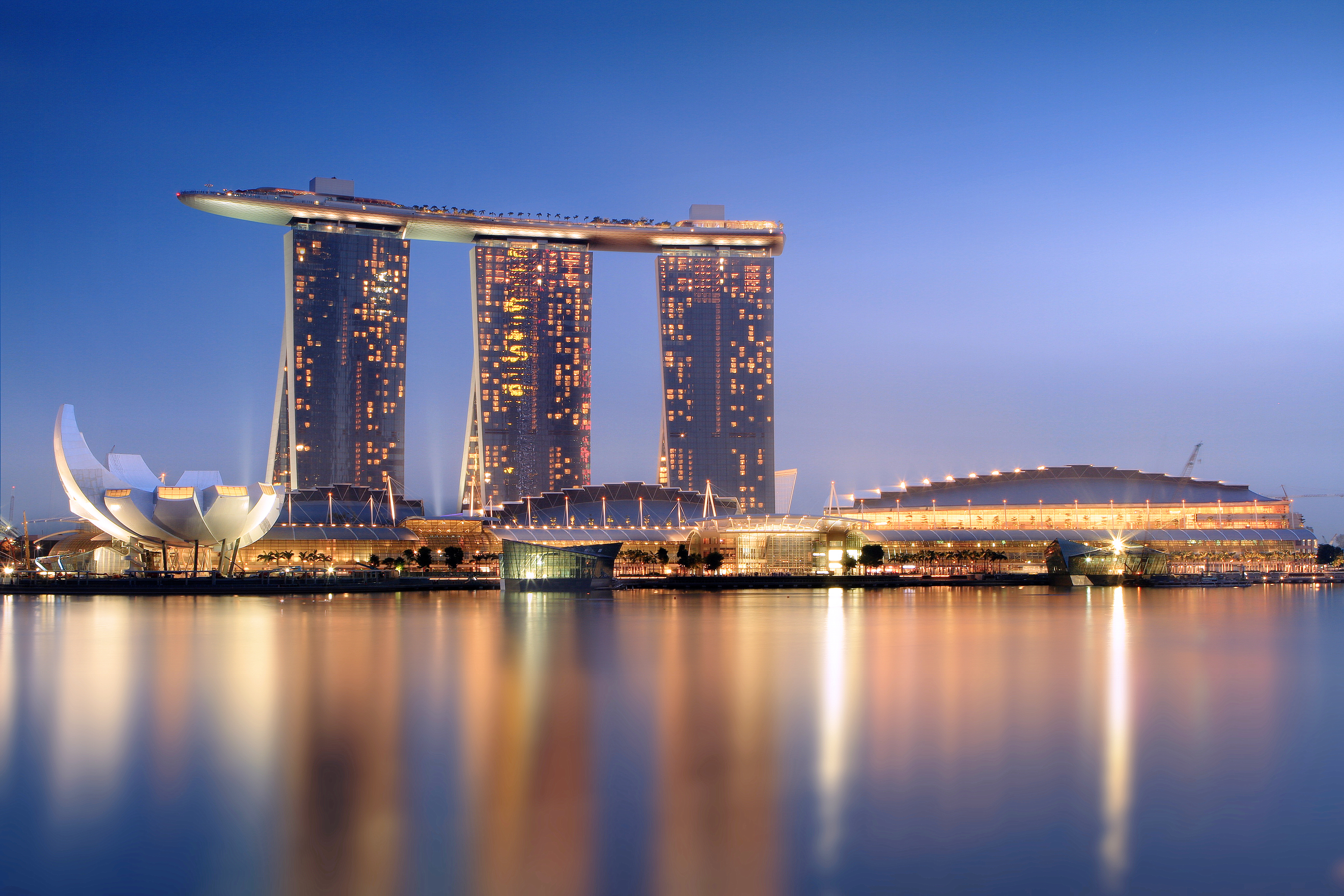
مشهد لمارينا باي ساندز في خليج مارينا، سنغافورة
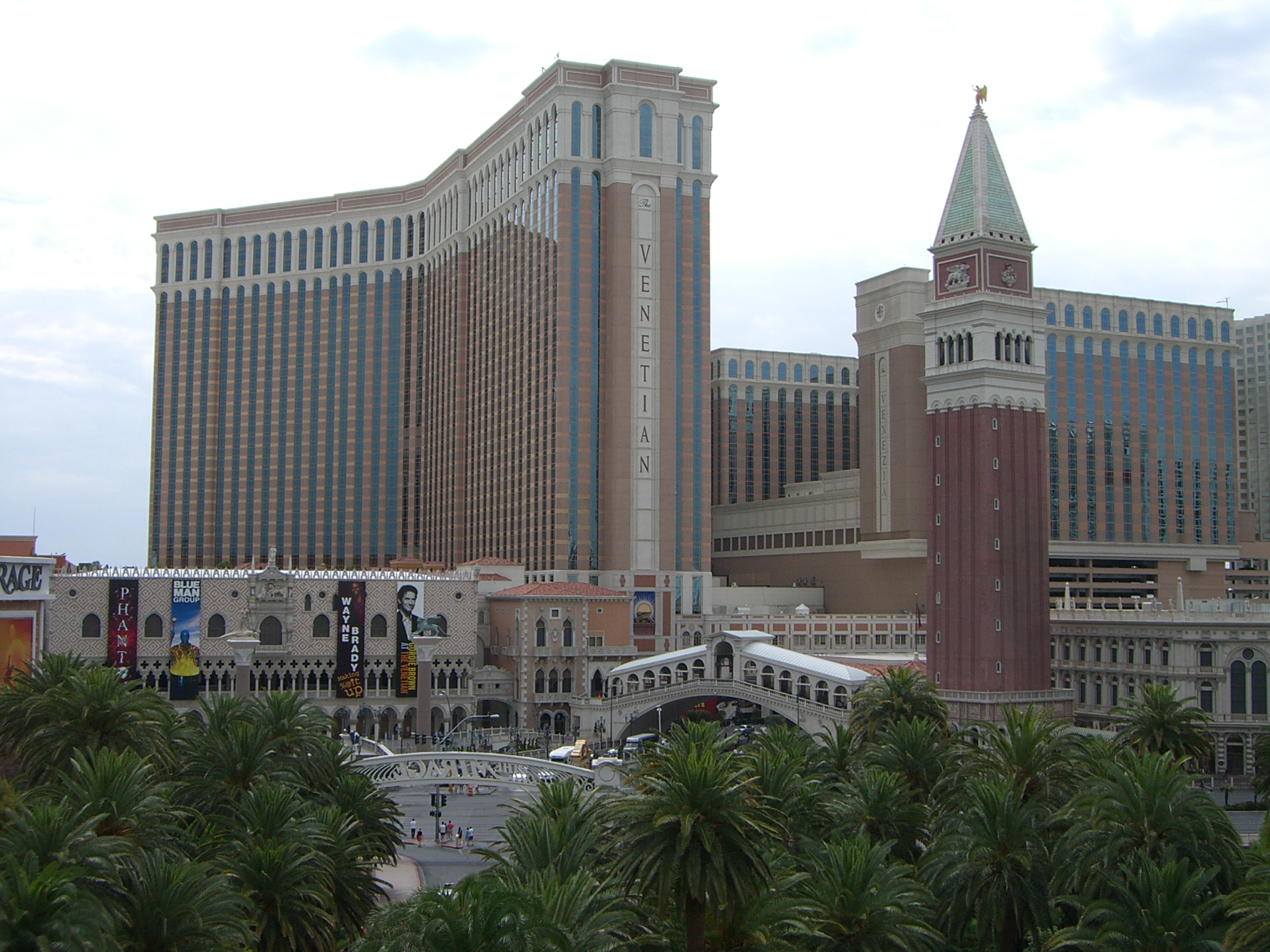
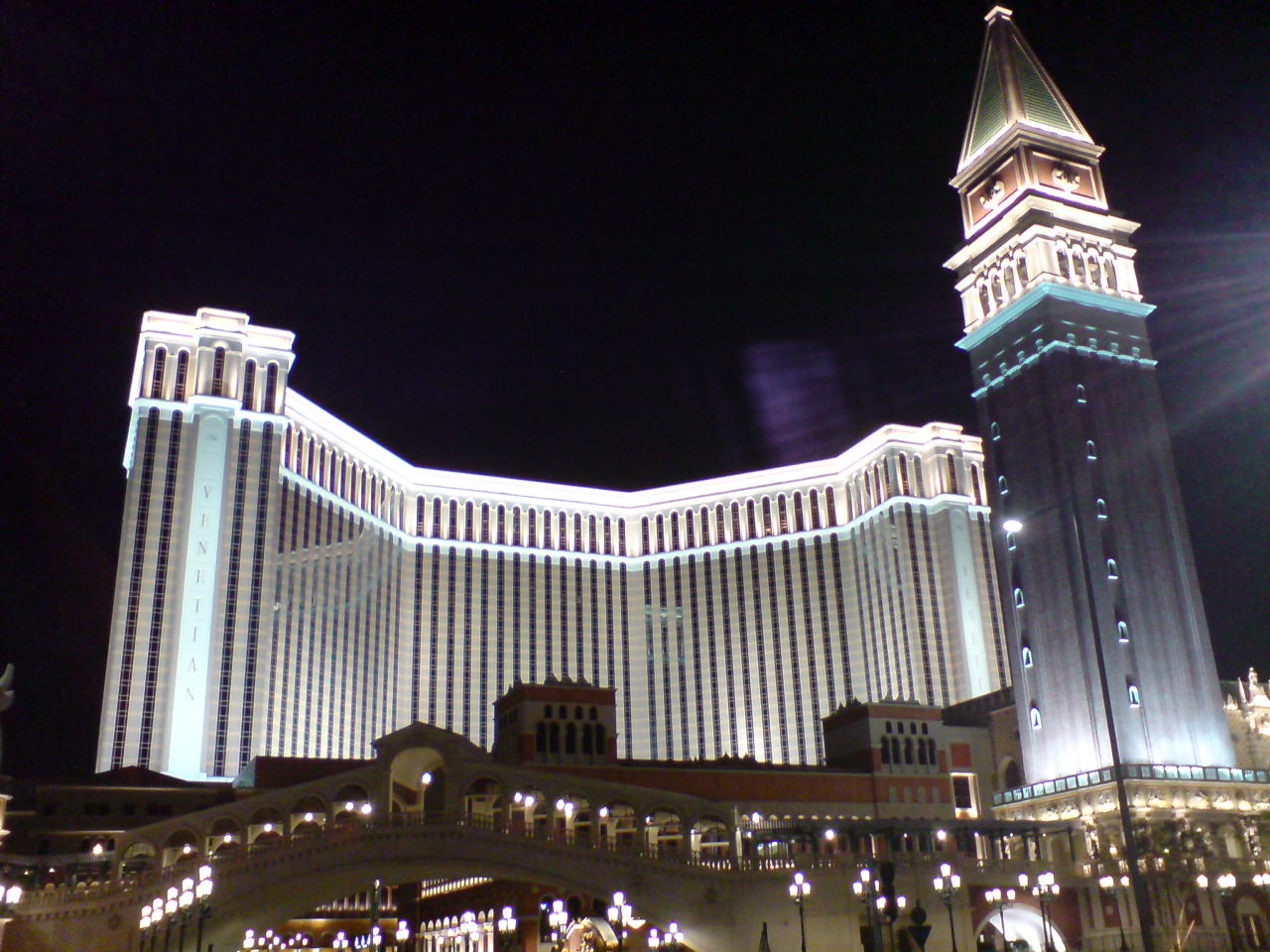
ذا فينتاين ماكاو المملوك من قبل لاس فيغاس ساندز في ماكاو.
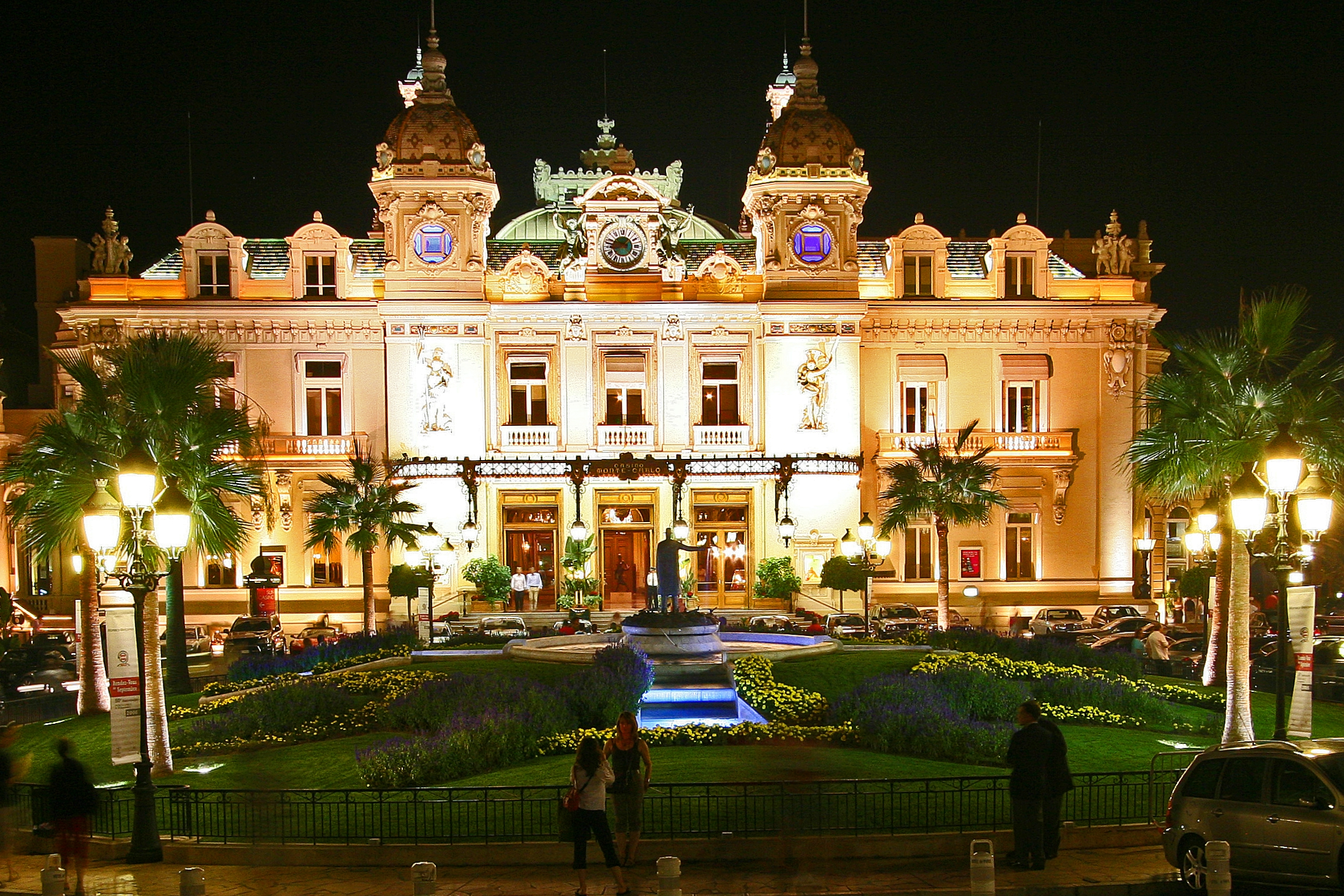
مشهد لكازينو مونت كارلو, موناكو.